# Dawan Robinson
Dawan Isaiah Robinson (Filadelfia, 10 febbraio 1982) è un ex cestista statunitense.

## Carriera
Una volta uscito dalla University of Rhode Island, Robinson gioca la preseason coi Los Angeles Clippers senza strappare un contratto, quindi vola prima in Francia (ProB) dove è tra le file del Limoges e poi in Polonia dove veste la casacca dello Śląsk Wrocław con medie pari a 11,3 punti, 2,6 assist e 3,2 rimbalzi nei 24,5 minuti a sua disposizione.
Nel 2008 approda nel campionato italiano di Legadue con l'ingaggio da parte del Veroli Basket, ma disputa soltanto 10 partite a causa di problemi fisici a un piede e a una mano. Inizia con i verolani anche l'annata successiva, ma scende in campo solamente in tre occasioni a causa di un nuovo infortunio, ancora al piede.
Nel febbraio 2010 raggiunge un accordo con la Reyer Venezia, che lo tessera per far fronte all'infortunio di Kiwane Garris, ma non viene mai utilizzato a causa di nuovi guai fisici al piede sopraggiunti dopo nemmeno una settimana di allenamenti. Fa poi ritorno in patria legandosi agli Erie BayHawks nella lega di sviluppo D-League.
Nel gennaio 2011 raggiunge un accordo con la Pallacanestro Reggiana, tornando di fatto in Legadue.
Nella sua prima stagione in Emilia gioca subito titolare e la squadra si salva in modo miracoloso all'ultima giornata. Anche al suo secondo anno con la Trenkwalder parte sempre in quintetto nel ruolo di playmaker e garantisce buone percentuali al tiro contribuendo alla promozione dopo 5 anni di Reggio Emilia in serie A1. Nell'estate del 2012 rimane coinvolto in un incidente d'auto che gli provoca un serissimo infortunio al braccio. Per questo motivo la società decide di non includerlo nel roster per il campionato 2012-2013 e di ingaggiare Dominic James, un altro playmaker. Dal 4 settembre 2012 è un giocatore free agent, ma a dicembre firma con gli Skyliners Francoforte.
Il 23 luglio 2014 passa alla Pallacanestro Varese. Rescinde il proprio contratto il 19 gennaio 2015 e il giorno successivo viene ingaggiato dai tedeschi del Bamberg con i quali vince il titolo in Germania.
Il 1º agosto firma il contratto che lo lega con la neopromossa Auxilium Torino.
Il 7 gennaio si trasferisce all'Union Olimpija in Slovenia.
Nel settembre 2016 firma per la Scaligera Basket Verona.

## Palmarès
- Campionato tedesco: 1

Brose Bamberg: 2014-15
- Coppa Italia di Legadue: 1

Veroli: 2009